# Exochus ferrugineus
Exochus ferrugineus là một loài tò vò trong họ Ichneumonidae.